# Alice Louise Shepard
Alice Louise Shepard (New York, 7 dicembre 1874 – Bar Harbor, 15 agosto 1950) era la cofondatrice dell'International Auxiliary Language Association.

## Biografia
Era la figlia di Elliot Fitch Shepard, e di sua moglie, Margaret Louisa Vanderbilt. Sua madre era la figlia maggiore di William Henry Vanderbilt mentre suo padre era un avvocato, banchiere e proprietario del giornale Mail and Express, nonché fondatore e presidente della New York State Bar Association.
Alice era nota nella sua famiglia come "Angela" per la dolcezza e la bellezza del suo viso. Non era un vero angelo, tuttavia, e quando si arrampicò su un albero contro l'interdizione specifica di suo padre, cadde fratturandosi la spina dorsale toracica. Suo padre, un uomo duro, rifiutò di chiamare il medico per punire la sua disobbedienza. È cresciuta deformata a Woodlea, una dimora dell'Hudson ora occupata come club house del Sleepy Hollow Country Club.

## Carriera
Frequentò il Radcliffe College dell'Università di Harvard. Era un membro onorario della società Phi Beta Kappa. Ha anche ricevuto un dottorato onorario in Scienze letterarie presso l'Università di Syracuse. Era vicepresidente del World Service Council dell'YWCA.
Sin dalla sua giovinezza, Alice era soggetta a problemi di salute ed è stata costretta a trascorrere gran parte del suo tempo su un divano. Nonostante la sua malattia, iniziò quella che probabilmente era la ricerca linguistica più estesa intrapresa finora. Durante la sua permanenza in una clinica, trovò un opuscolo sull'esperanto in linguaggio artificiale. Si interessò all'idea di un linguaggio ausiliario neutrale che potesse facilitare la comunicazione tra diversi gruppi di persone. Frederick Gardner Cottrell, in seguito un noto chimico americano, persuase Alice ad affrontare il problema di un linguaggio ausiliario.

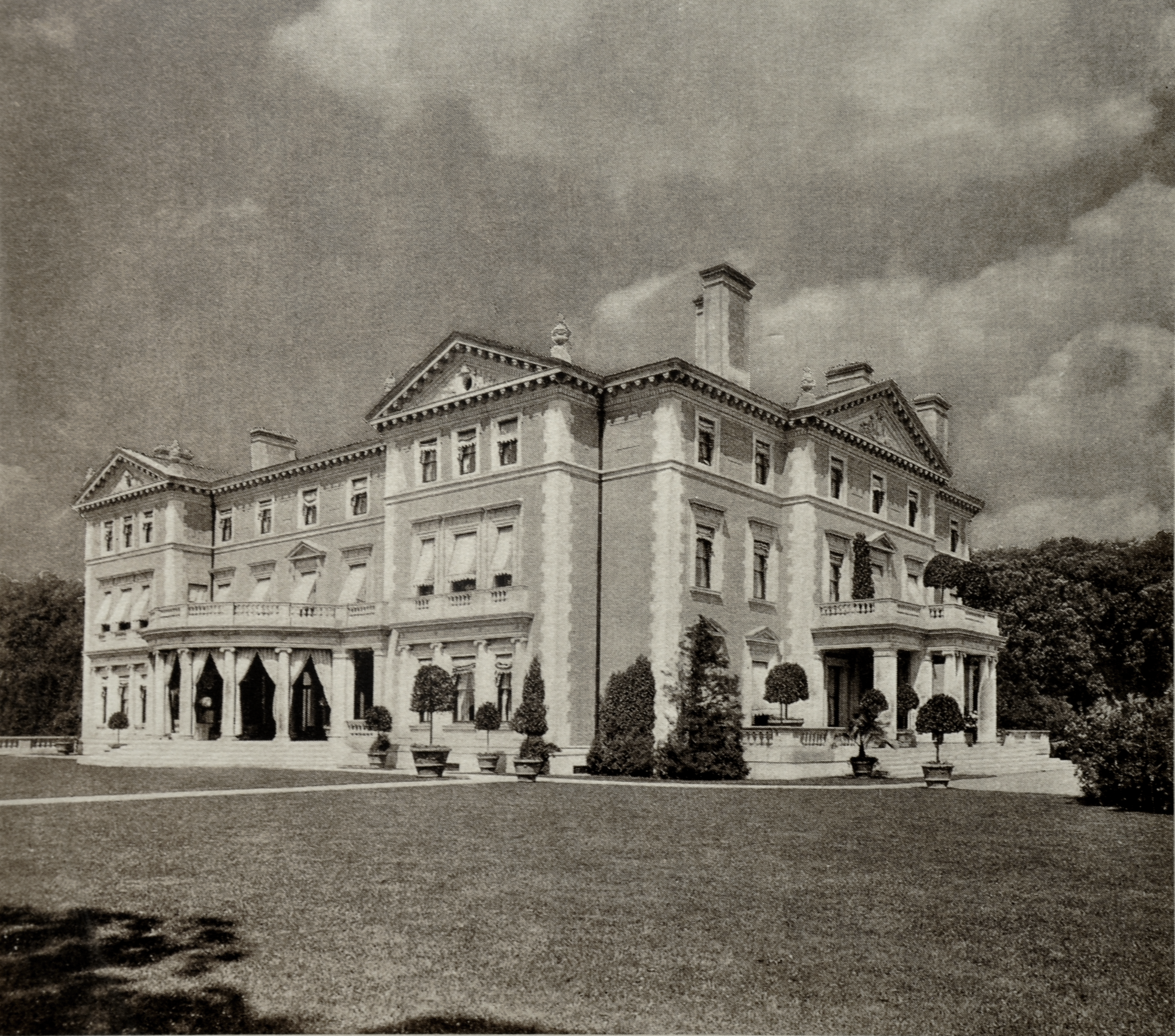
Woodlea, la casa dei suoi genitori a Westchester County, New York in 1895

Nel 1924, insieme a suo marito fondarono l'International Auxiliary Language Association (IALA). Nel 1945, è stata coautrice con Mary C. Bray del Rapporto Generale di IALA. Alice fu attivamente coinvolta nell'associazione - e rimase il suo segretario onorario - per il resto della sua vita.

## Matrimonio
Fu corteggiata per qualche tempo da Dave Hennen Morris (1872–1944) che la vide su un piroscafo in Francia e capì subito che doveva sposarla. Quando la incontrò più da vicino, vide che aveva una scoliosi deformante che non cambiò un po' il suo ardore. Quando si è presentato a suo padre per chiederle la mano in matrimonio, gli è stato detto che non avrebbe mai rappresentato nulla di buono e gli è stato chiesto di andarsene e di non avere ulteriori contatti con la famiglia. Quando gli fu permesso di salutarla nella sala, le chiese di fuggire con lui. Uscì dalla finestra quella notte. In seguito sua sorella raccolse i suoi vestiti in un baule e li spedì. Suo padre si infuriò per l'insubordinazione di un'altra figlia e si rifiutò di parlarle per un anno. Morris divenne in seguito l'ambasciatore degli Stati Uniti in Belgio (1933-1937).
Dave era il figlio di John Albert Morris e Cora Hennen Morris, figlia del famoso giudice di New Orleans, Alfred Hennen. La coppia, che si sposò nel 1895, ebbe sei figli:
- Dave Hennen Morris Jr. (1900-1975), sposò in prime nozze Alice Agnew[5][6] e in seconde nozze Mary Josephine Dority[5];
- Louise Morris (1901–1976)[7], sposò Dudley Holbrook Mills[8][9];
- Lawrence Morris (1903–1967)[10], sposò Ruth Spafford Whittmeyer[11];
- Noel Morris (1904–1928)[12];
- Emily Hammond Morris (1907–1995), sposò Hamilton Hadley[13][14];
- Alice Vanderbilt Morris (1911–1986)[15], sposò Walter Knight Sturges, Jr.[16].

## Morte
Alice morì il 15 agosto 1950 a Bar Harbor, nel Maine. 
Nel 1999, Julia S. Falk della Michigan State University ha pubblicato il libro Women, Language and Linguistics - Three American Stories from the First Half of the 20th Century 20th (320 pp.). Le donne rappresentate erano Gladys Amanda Reichard, Emma Adelaide Hahn e Alice Vanderbilt Morris.